# Ranunculus trahens
Ranunculus trahens är en ranunkelväxtart som först beskrevs av T. Duncan, och fick sitt nu gällande namn av Guy L. Nesom. Ranunculus trahens ingår i släktet ranunkler, och familjen ranunkelväxter. Inga underarter finns listade i Catalogue of Life.